# Pierre Cartier
Pierre Cartier (Sedan, 10. lipnja 1932. – Marcoussis, 17. kolovoza 2024.) bio je francuski matematičar širokih interesa i doprinosa u raznim područjima matematike. Bio je i jedan od istaknutih članova grupe Bourbaki. 
Posebno su mu važni doprinosi u teoriji koalgebri, Hopfovih algebri, i algebarskih grupa, gdje je i uveo pojam komodula i otkrio Cartierovu dvojnost (dualnost). Jedan je od pionira u zasnivanju i izučavanju teorije formalnih shema u algebarskoj geometriji. Bavio se kombinatorikom, teorijom simetričnih funkcija, Liejevom teorijom i teorijom reprezentacija te teorijom operada. Posljednjih desetljeća bavi se mnogo i matematičkom fizikom, posebno teorijom Feynmanovih integrala po stazama, Connes-Kreimerovim pristupom renormalizaciji u kvantnoj teoriji polja preko Hopfovih algebri i kombinatorike, i vezama tog pristupa sa zeta funkcijama i operadima. Cartier je konceptualno doprinio i pratio širenje duboke ideje motiva iz algebarske geometrije Grothendieckove škole u nekomutativnu geometriju i matematičku fiziku (radovi Alaina Connesa, Mathilde Marcolli i Maxima Kontsevicha). Cartier je objavio i niz matematičkih pregleda i razmišljanja o geometriji, povijesti moderne matematike (posebno francuske matematičke škole i napose škole Alexandrea Grothendiecka i kruga Bourbaki), te umjetničkim i filozofskim aspektima matematike. 
Cartier je poznat i kao veliki pedagog koji jasno, precizno i relativno izlaže matematička znanja. Cartier je iz porodice u kojoj je on pripada osmoj generacija profesora. 

## Vanjske poveznice
- domaća stranica: (http://www.ihes.fr/~cartier)

- Pierre Cartier, A mad day's work: from Grothendieck to Connes and Kontsevich, the evolution of concepts of space and symmetry, Bull. Amer. Math. Soc. 38, n. 4, pp. 389-408, pdf: (http://www.msri.org/publications/books/sga/from_grothendieck.pdf)